# Paix de Brest (1435)
La paix de Brest (Brzesc en polonais), Friede von Brest, en allemand, est un traité de paix éternelle signé le 31 décembre 1435 à Brześć Kujawski entre d'un côté l'Ordre Teutonique et de l'autre le roi Ladislas III Jagellon avec son allié le grand-duc de Lituanie, Sigismond Ier Kęstutaitis. Ce traité met fin à la guerre entre les chevaliers teutoniques et l'Union de Pologne-Lituanie formée en 1386. Il délimite les frontières de l'État monastique des chevaliers teutoniques, telles qu'elles ont été définies par le traité de Melno en 1422, que les Polonais ont toujours contestées.

## Historique
À la suite de la défaite des Chevaliers teutoniques à la bataille de Pabaiskas, connue également sous les noms de bataille de Wilkomierz ou bataille de Swienta, qui se déroula le 1er septembre 1435 entre les Chevaliers teutoniques de l'Ordre Livonien et les troupes du Grand-duché de Lituanie, la Lituanie et son allié polonais imposèrent un traité de paix à l'Ordre livonien des Chevaliers teutoniques.
Le traité de paix met fin aux guerres de 1431-1435, après que les chevaliers teutoniques, mécontents de la tournure des événements, envoient négocier leur commandeur de la commanderie d'Osterode, Wolf von Soschen. Cependant les négociations avec les Polonais ne sont pas suivies d'effet, aussi les chevaliers décident-ils de mener d'autres négociations à Brest en Cujavie qui ouvrent le jour de la Saint-Nicolas, le 6 décembre 1435.
Du côté polonais, les négociations sont menées par le primat de Pologne, Wojciech Jastrzębiec, l'évêque de Cracovie, Zbignew, l'évêque de Poznań, Stanislas, l'évêque de Wroclaw, Vladislas, et l'évêque de Plotsk, 